# Il mistero di Marie Roget
Il mistero di Marie Roget (The mystery of Marie Rogêt) è un racconto lungo scritto da Edgar Allan Poe e comparso a puntate sul mensile The Lady's Companion di New York fra novembre 1842 e gennaio 1843.

## Struttura
Il racconto Il mistero di Marie Roget ha una struttura differente rispetto ai classici scritti di Poe: l'autore, ispirandosi ad un fatto di cronaca reale piuttosto cruento accaduto a New York, nel quale vittima fu la bella Mary Cecilia Rogers, ambienta a Parigi una storia parallela in cui una grisette di nome Marie viene trovata morta una mattina, proprio come la corrispondente vittima americana. Poe, impersonando il noto Auguste Dupin e basandosi esclusivamente sulle notizie trovate sui giornali dell'epoca, tenta di risolvere l'enigma dell'omicidio in un racconto costituito soltanto da un unico lungo dialogo tra due interlocutori.

## Trama
La vicenda si svolge in Francia, a Parigi.
Marie Roget è una fanciulla, molto nota per la sua bellezza, che un giorno svanisce, per ricomparire qualche tempo dopo. Ella giustifica tale comportamento dicendo di essere andata a trovare alcuni parenti, ma quando nuovamente si perdono le sue tracce, molti percepiscono qualcosa di anomalo: infatti una mattina il cadavere della giovane viene trovato lungo l'argine del fiume. Nonostante il mistero che circonda l'omicidio, la soluzione pare dall'inizio piuttosto facile; tuttavia passano diverse settimane finché la polizia, non essendo venuta a capo di nulla, è costretta a mettere una taglia sull'assassino, chiedendo la collaborazione di chiunque possa fornire informazioni importanti in proposito.
Auguste Dupin, leggendo le notizie apparse sui giornali di Parigi, inizia una ricostruzione dei fatti, più volte travisati dalla stessa stampa, e giunge a scartare tutte le ipotesi fino a quel punto formulate dagli inquirenti, smascherando la falsità di alcune prove raccolte e la scarsa attendibilità di varie testimonianze, e trovando quindi una traccia, fino ad allora sottovalutata, che condurrà alla scoperta dell'assassino.

## Adattamenti
Il racconto è stato adattato in una versione a fumetti da Guido Crepax nel 1970.